# Na kredyt (singel)
Na kredyt – pierwszy singel zapowiadający debiutancką solową płytę wokalisty zespołu IRA, Artura Gadowskiego. Singel ukazał się w marcu 1998 roku, nakładem firmy fonograficznej Zic Zac/BMG. Utwór trwa 3 minuty i 36 sekund i jest szóstym utworem co do najdłuższych znajdujących się na krążku.
Tekst utworu opowiada o człowieku który nagle stał się sławny, popularny oraz bardzo lubiany. Z dnia na dzień jednak jego gwiazda szybko zgasła, stracił przyjaciół, popularność. Tekst tego utworu jest swego rodzaju przestrogą co do sławy. Przychodzi ona szybko, lecz jeszcze szybciej odchodzi. Autorem tekstu do utworu są wokalista grupy Artur Gadowski, który jest także kompozytorem utworu, oraz Jerzy Grabowski. Utwór utrzymany jest w rock and rollowym brzmieniu.  
Do utworu nagrany został również teledysk nad którym czuwał Jerzy Grabowski, współpracujący wcześniej przy teledyskach zespołu IRA. Wideoklip był kręcony w Warszawie w opuszczonym szpitalu na Woli. Reżyserem i scenarzystą był Jerzy Grabowski, zdjęcia wykonał Marek Dawid, montażem zajął się Jerzy Grabowski, a produkcją firma "Grabfilm". Artur Gadowski wraz z utworem "Na kredyt" wystąpił min. na Festiwalu w Opolu 25 czerwca 1998 roku w konkursie "Premiery". 
Utwór Na kredyt był bardzo często grany podczas koncertów solowych Gadowskiego. Pojawiał się także na koncertach grupy IRA, kiedy to zespół występował pod szyldem "Artur Gadowski i IRA". Po reaktywacji i oficjalnym powrocie grupy na scenę, utwór przestał być grany na koncertach. 

## Lista utworów na singlu
CD
1. "Na kredyt" - (Radio edit) - (A.Gadowski - A.Gadowski / J.Grabowski) – 4:25

## Twórcy
Artur Gadowski - śpiew
Muzycy sesyjni
Tomasz Czyżewski - gitara, Marek Kościkiewicz - gitara, Michał Grymuza - gitara, Marcin Bracichowicz - gitara, Tomasz Warsztocki - gitara, Michał Przytuła - instrumenty klawiszowe, Jacek Kochan - perkusja, Filip Sojka - gitara basowa, Antonio Fiorito - gitara basowa, Michał Przytuła - chórki, Mage Jones - chórki

## Produkcja
- Nagrywany oraz miksowany: Listopad 1997 - Marzec 1998 roku w CCS Studio w Warszawie
- Producent muzyczny: Michał Przytuła
- Realizator nagrań: Michał Przytuła, Jerzy Grabowski
- Aranżacja: Artur Gadowski, Marek Kościkiewicz, Jerzy Grabowski
- Teksty piosenek: Artur Gadowski, Jerzy Grabowski, Marek Kościkiewicz, Konstanty Ildefons Gałczyński
- Projekt okładki: Piotr Garlicki (Goldfinger Ltd.)
- Zdjęcia: Robert Wolański
- Wytwórnia: Zic-Zac/BMG